# 나이지리아의 코로나19 범유행
다음은 나이지리아의 코로나19 범유행 현황에 대한 설명이다.
나이지리아에서 2019년 코로나바이러스 병이 유행한 첫 번째 확진 판례가 2020년 2월 27일 발표되었는데, 라고스의 한 이탈리아 시민이 SARS-CoV-2에 의해 바이러스에 양성 반응을 보였다. 2020년 3월 9일, 이탈리아 시민과 접촉한 나이지리아 시민인 오군주 에베코로에서 두 번째 감염 사례가 보고되었다.

## 배경
1월 28일 나이지리아 연방정부는 시민들에게 코로나바이러스 확산을 막기 위해 나이지리아 내 5개 국제공항에 대한 감시를 강화할 준비가 되어 있다고 장담했다. 정부는 공항을 에누구주, 라고스주, 리버스주, 카노주, FCT로 발표했다. 나이지리아 질병관리센터도 이날 이미 코로나바이러스 그룹을 설립했으며 나이지리아에서 어떤 사례가 발생할 경우 사건 시스템을 활성화할 준비가 돼 있다고 발표했다.
지난 1월 31일, 나이지리아 연방정부는 중국 본토와 전세계에서 COVID-19 대유행병이 발생한 이후, 코로나바이러스 준비 그룹을 설립하여 바이러스가 결국 국내로 퍼질 경우, 그 영향을 완화하기 위해 코로나바이러스 준비 그룹을 설립했다. 이날 세계보건기구(WHO)는 나이지리아를 13개 아프리카 국가 중 전염 위험이 높은 국가로 분류했다.
2월 26일, 한 중국 시민이 코로나바이러스 감염 혐의로 라고스주 정부에 출두했다. 그는 레딩턴 병원에 입원했고 다음날 음성 판정을 받고 퇴원했다.

## 연혁

### 2월
나이지리아는 지난 2월 27일 이탈리아 밀라노에서 무르탈라 모하메드 국제공항을 통해 2월 25일 귀국한 이탈리아 시민 1명이 26일 병으로 쓰러져 고립과 검사를 위해 라고스주 바이오큐리티 시설로 이송됐다.

## 같이 보기
- 아프리카의 코로나19 범유행
- 나라별 코로나19 범유행